# Neobisium ventalloi
Neobisium ventalloi es una especie de arácnido  del orden Pseudoscorpionida de la familia Neobisiidae.

## Distribución geográfica
Se encuentra en España.